# Ignace Strasfogel
Ignace Strasfogel (17 de julio de 1909 - 6 de febrero de 1994) fue un director de orquesta, pianista y compositor polaco de origen judío.

## Biografía
En 1912 se trasladó a Berlín donde estudió piano en la "Berlin Hochschule für Musik". En 1926, a los 17 años, ganó el premio Mendelssohn otorgado a jóvenes compositores.
Entre 1929 y 1933 fue tutor y director de la ópera en el Teatro Municipal de Düsseldorf, ayudante de dirección en el Staatsoper de Berlín y director musical en el "Theatre am Kurfürstendamm".
Tras la llegara Hitler al poder, se vio obligado a dejar Alemania y en enero de 1934 emigró a Estados Unidos, estableciéndose en Nueva York. Acompañó al piano al violinista Joseph Szigeti, el violonchelista Gregor Piatigorsky y el cantante Lauritz Melchior entre otros. Trabajó en la Orquesta Filarmónica de Nueva York como pianista y, durante los años 1944 y 1945, como ayudante de dirección. Al mismo tiempo, dirigió conciertos en el Estadio Lewinsohn.
Entre los años 1951 y 1974 fue director de orquesta residente en el Metropolitan Opera, donde dirigió más de 20 representaciones de un amplio repertorio de ópera. En el verano de 1957 hizo una gira por Estados Unidos con el conjunto de esta ópera. Fue director invitado de la Orchestre de la Suisse Romande, de la Staatsoper Berlin y de la Orquesta Sinfónica de Chicago. Organizó regularmente actuaciones en la ópera de verano de Cincinnati y otros festivales de música. También fue director de espectáculos musicales en Broadway.

## Selección de obras

### Piano
- 1923/1924 Capriccio mit alten Tänzen nach acht Kupferstichen von Jakob Callot
- Oktober 1924 Scherzo No.1
- 1925 Sonata No.1
- 1926 Sonata No.2
- 1926 Franz Schreker Colección: seis reducciones para piano
- 1927 Reducción para piano Franz Schreker música de cámara
- 1946 Preludio fugato
- 1988/1989 Rondo
- 1992 Scherzo No.2

### Guitarra
- ca. 1940 Prélude, Elegie und Rondo

### Música de cámara
- ca. 1927 Cuarteto de cuerda No. 1
- 1989/1990 Cuarteto de cuerda No. 2

### Canciones
- 1985 "Dear Men and Women" para barítono y piano